# Steinhagen (powiat Vorpommern-Rügen)
Steinhagen – gmina w Niemczech w kraju związkowym Meklemburgia-Pomorze Przednie, w powiecie Vorpommern-Rügen, wchodzi w skład Związku Gmin Niepars.